# القطر الفارغ

الكثافة السكانية في فرنسا حسب الأقاليم تشير الخطوط المتقطعة إلى الحدود التقريبية للقطر الفارغ. والخط المتصل هو خط لوهافر-مارسيليا، الذي يعيش إلى الشرق منه 60% من السكان الفرنسيين.

القطر الفارغ (بالفرنسية: diagonale du vide) هو قطاع منخفض الكثافة السكانية يمتد من مقاطعة لاند الفرنسية في الجنوب الغربي إلى نهر موز في الشمال الشرقي. الكثافة السكانية للقطر منخفضة جدًا مقارنة ببقية فرنسا.

## وصف
يرجع انخفاض الكثافة السكانية (أقل من 30/كم2، أو 78/ميل2) إلى حد كبير إلى الهجرة الجماعية من الريف والتحضر في القرنين التاسع عشر والعشرين. يفضل بعض المعلقين  الحديث عن "القطر منخفض الكثافة" ( diagonale des faibles densités) ويعتبرون مصطلح "القطر الفارغ" تحقيرًا ومبالغًا فيه. ومع ذلك، استخدم وفد وزاري التخطيط الترابي  هذا المصطلح ويظل المصطلح الأكثر شيوعًا.
ويبدو هذا النمط أكثر وضوحا على مستوى الأقاليم منه على المستوى المناطق.   وهو جزء من نمط أوسع من الكثافة السكانية المنخفضة التي تمتد إلى إسبانيا والبرتغال وتعرف باسم القطر القاري.  

## التاريخ والتطور

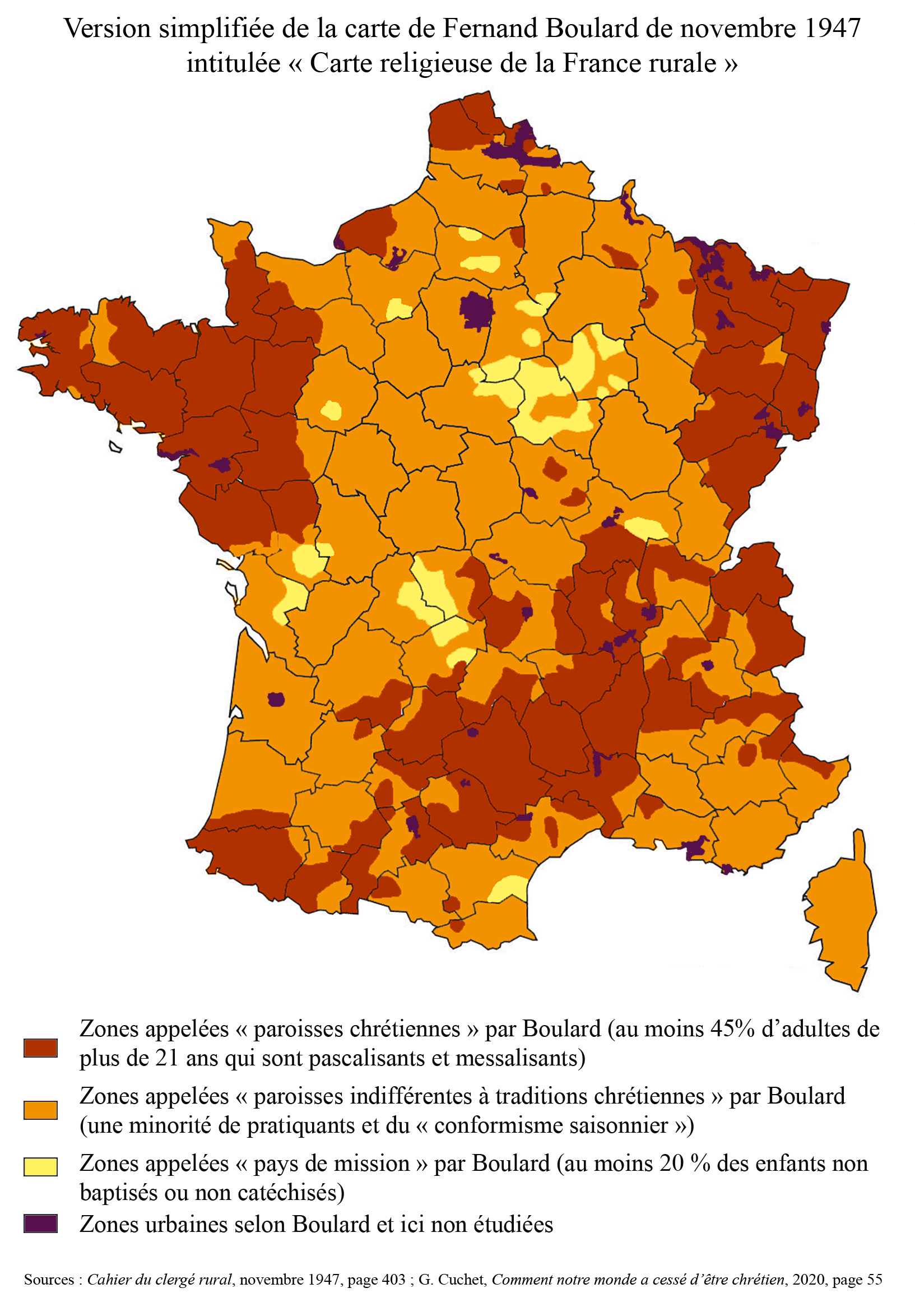
خريطة مبسطة لفرناند بولارد 1947

قبل ظهور القطر الفارغ، كانت السمة الديموغرافية السابقة هي خط سان مالو - جنيف الذي يمتد من الشمال الغربي إلى الجنوب الشرقي ويقسم الشمال الشرقي الصناعي عن الجنوب الغربي الزراعي. وقد حدده تشارلز دوبين في أطروحته الصادرة عام 1837 بعنوان القوى الإنتاجية والتجارية لفرنسا (Forces productives et commerciales de la France).
في عام 1947، كتب الجغرافي جان فرانسوا جرافييه عن "الصحراء الفرنسية" التي تتوافق، بشكل أو بآخر، مع المفهوم الحديث للقطر الفارغ.
يرى هيرفي لو براس وإيمانويل تود أن هذا المفهوم لم يعد صالحًا في القرن الحادي والعشرين بسبب النمو الذي لوحظ في بعض الأقاليم مثل إندر وجارس.  وفقًا لتحليلهم، تمتد منطقة النمو السكاني الضئيل أو السلبي فقط من جبال الكتلة الوسطى إلى لورين. ومع ذلك، يشير التحليل على مستوى الكانتونات والبلديات إلى أن منطقة التراجع تمتد إلى ما وراء محور ماسيف-اللورين  وأن النمو الذي لاحظه لو براس وتود هش ويحركه تدفق مؤقت للمتقاعدين.

## الأدب
قطر الفراغ هو عنوان رواية صدرت عام 2009 للكاتب بيير بيجو  حيث يسعى رجل أعمال حضري إلى العزلة في كوخ في الأرديش.
ومن عام 2015 إلى عام 2016، أمضى المؤلف والمدون ماتيو مويليه 18 شهرًا في استكشاف القطر الفارغ والالتقاء بسكانه. عرض "رحلته الغريبة" من خلال الملاحظات والصور الموجودة على مدونته. 

## معرض صور

خريطة الكثافة السكانية حسب الأقليم، تظهر القطر الفارغ باللون الأزرق.
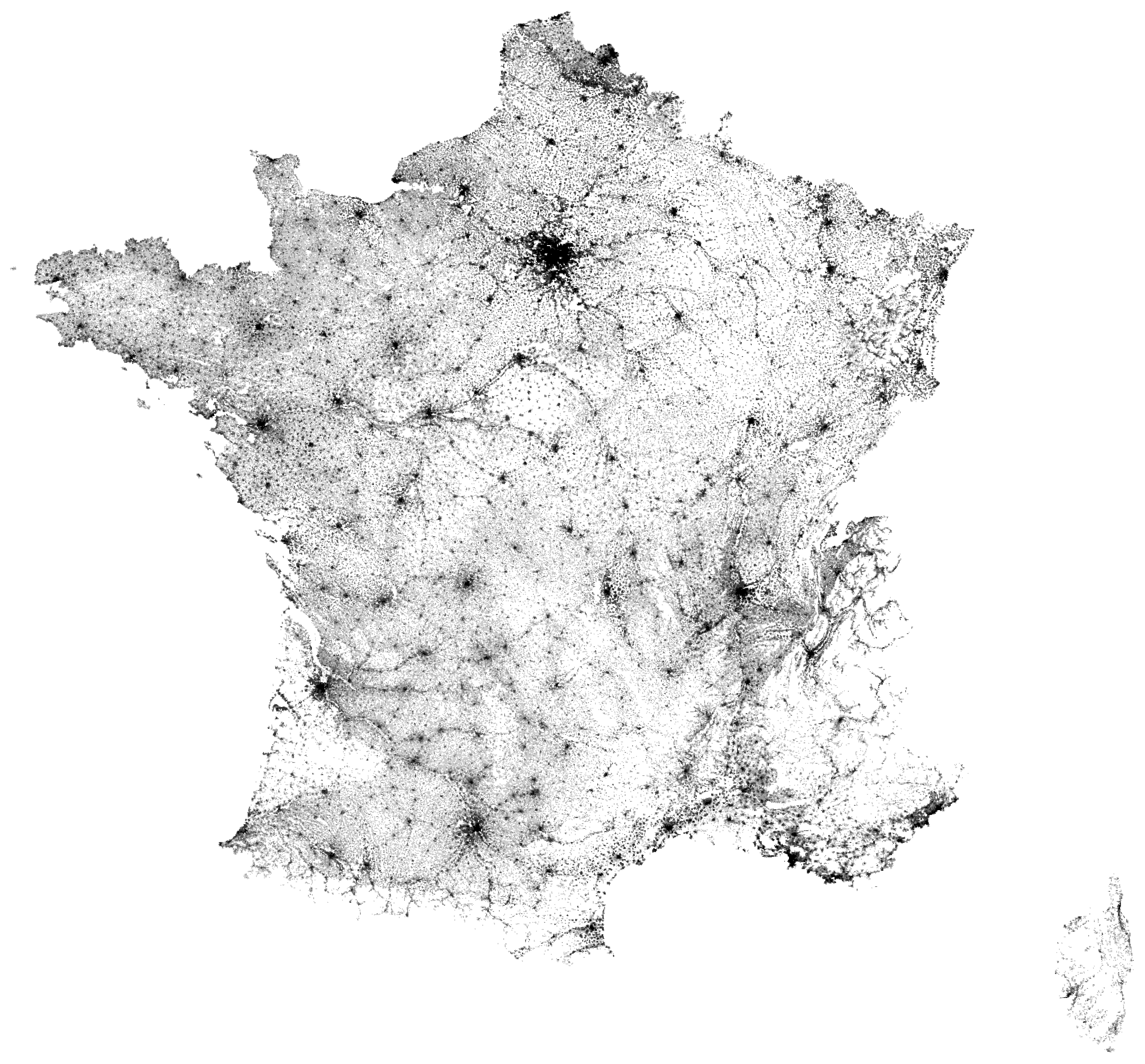
خريطة تفصيلية للكثافة السكانية، مع المناطق الأقل كثافة سكانية.